# Parafia św. Stanisława Biskupa Męczennika w Bieżuniu
Parafia Świętego Stanisława Biskupa Męczennika w Bieżuniu – parafia należąca do dekanatu żuromińskiego, diecezji płockiej, metropolii warszawskiej. Mieści się przy Nowym Rynku. Duszpasterstwo w niej prowadzą księża diecezjalni.

## Obszar parafii

### Miejscowości i ulice
W granicach parafii znajdują się miejscowości:

- miasto Bieżuń
- Adamowo,
- Dąbrówki,
- Felcyn,
- Jonne,
- Karniszyn,
- Karniszyn-Parcele,
- Kobylą Łąkę,
- Kocewo,
- Mak,
- Młudzyn,
- Myślin,
- Pozgę,
- Sadłowo-Parcele,
- Stanisławowo,
- Stawiszyn-Zwalewo,
- Strzeszewo,
- Władysławowo.